# Temple of the Dog
Temple of the Dog va ser una banda de rock nord-americà formada a Seattle, Washington, el 1990 i dissolta el 1992. Va ser creada pel vocalista de Soundgarden, Chris Cornell, com a tribut al seu amic mort, Andrew Wood, vocalista de Malfunkshun i Mother Love Bone. El grup musical estava format pel guitarrista Stone Gossard, el baixista Jeff Ament (tots dos exmembres de Mother Love Bone), Mike McCready com a guitarrista líder, el bateria Matt Cameron i, posteriorment, s'incorporà Eddie Vedder com a segon vocalista de la banda, després de la defunció d'Andrew Wood.
La banda va publicar el seu únic àlbum, l'homònim Temple of the Dog, a l'abril de 1991 a través d'A&M Records. Tot i que van rebre bones ressenyes dels crítics al moment del seu llançament, l'àlbum no va ser reconegut totalment pel públic fins a 1992, quan Vedder, Ament, Gossard i McCready van tenir èxit amb la seva banda Pearl Jam.
El 20 de juliol de 2016 l'agrupació va anunciar per primera vegada una gira, en la qual es va commemorar el 25 aniversari del llançament del seu àlbum debut Temple of the Dog.

## Història
Temple of the Dog va començar gràcies al líder de Soundgarden, Chris Cornell, qui havia estat company de pis d'Andrew Wood, vocalista de les bandes Malfunkshun i Mother Love Bone. Wood va morir el 19 de març de 1990 d'una sobredosi d'heroïna, el mateix dia en què Cornell tornava d'una gira. Quan va tornar a Europa pocs dies després per tal de seguir la gira, va començar a compondre cançons en tribut al seu amic. El resultat van ser dues cançons, "Reach Down" i "Say Hello 2 Heaven", que va gravar just al tornar de la gira.
El material gravat era lent i melòdic; musicalment molt diferent del rock agressiu de la seva banda Soundgarden. Per aquest motiu Cornell va contactar amb els antics companys de la banda de Wood, Stone Gossard i Jeff Ament, els qui encara estaven pensant com seguir amb Mother Love Bone, amb la intenció d'editar les cançons com a senzills. Ament va descriure la col·laboració com "una idea realment bona en aquest moment" per Gossard i ell, i que els va posar en una "situació en la qual podien seguir tocant i fent música". La banda es va completar amb l'addició del bateria de Soundgarden (i posteriorment de Pearl Jam) Matt Cameron i amb el futur guitarrista de Pearl Jam Mike McCready. Van anomenar la banda Temple of the Dog com a tribut a una línia de la cançó de Mother Love Bone "Man of Golden Words".
La banda va començar assajant "Reach Down" i "Say Hello 2 Heaven" i altres cançons que Cornell havia compost durant la gira anterior de la mort de Wood. A més, van treballar sobre algunes mostres compostes per Gossard, Ament i Cameron. Una d'aquestes mostres es va convertir en una cançó que van utilitzar dues bandes diferents; es va gravar com "Footsteps" per Pearl Jam i com "Times of Trouble" per Temple of the Dog. També va sorgir la idea de versionar part del material en solitari de Wood, tot i que al final no va arribar a ocórrer, ja que van pensar que probablement la gent (incloent amics i família de Wood) pensés que la banda estava "explotant el seu material".
La idea de llançar un senzill va ser descartada ràpidament, ja que Cornell ho veia com una "idea estúpida", per la qual cosa van decidir que seria millor llançar un EP o un àlbum. L'àlbum va ser gravat en quinze dies i va ser una producció pròpia de la banda. Gossard va descriure el procés d'enregistrament com una situació "sense cap pressió", ja que no hi havia grans expectatives per part de la companyia discogràfica. Eddie Vedder, qui va volar des de Sant Diego (Califòrnia) a Seattle (Washington) per audicionar per Mookie Blaylock (que passaria a anomenar-se finalment Pearl Jam), va acabar fent els cors i participant com a vocalista en dos de les cançons del disc. Una d'elles, "Hunger Strike", es va convertir en un dueto entre Cornell i Vedder. Cornell estava tenint algunes dificultats amb la cançó quan va arribar Vedder. Més tard, Cornell va dir que "va cantar la meitat de la cançó sense si més no dir-li on volia que anés cada part i va cantar exactament com jo pensava fer-ho, de forma instintiva".
L'àlbum debut de la banda, també anomenat Temple of the Dog, es va llançar el 16 d'abril de 1991 a través d'A&M Records i va vendre inicialment 70.000 còpies als Estats Units. Ament recorda que van sol·licitar posar un adhesiu de Pearl Jam en la portada, ja que acabaven d'escollir el nom i perquè pensaven que "els vindria bé", però els va ser denegat. El disc va rebre crítiques generalment positives, encara que no va entrar en les llistes de més venuts. El crític d'Allmusic Steve Huey va concedir a l'àlbum quatre estrelles i mitja d'un total de cinc, afirmant que "el disc sona com un pont entre el rock teatral actualitzat dels anys 70 de Mother Love Bone amb la serietat del hard rock de Pearl Jam". David Fricke de Rolling Stone també va escriure en retrospectiva que l'àlbum "es mereix la immortalitat". Els membres de la banda van quedar contents amb el resultat, ja que servia pel seu propòsit; Cornell va pensar que a "Andy li haguessin agradat molt" les cançons, i Gossard també va dir que pensava que Wood estaria realment "al·lucinat amb tot això". Poc després del llançament del disc, Soundgarden i Pearl Jam es van embarcar en l'enregistrament dels seus respectius àlbums, per la qual cosa el projecte de Temple of the Dog va veure la seva fi.
En l'estiu de 1992, el disc va tornar a rebre atenció. Malgrat haver estat llançat feia un any, A&M Records es va adonar que tenien al seu catàleg el que essencialment era una col·laboració entre Soundgarden i Pearl Jam. Aquests, havien ascendit al mainstream en els mesos següents al llançament dels seus respectius àlbums d'estudi, Badmotorfinger i Tingues. A&M va decidir reeditar el disc i promocionar "Hunger Strike" com a senzill, acompanyat d'un videoclip. Aquesta deferència novament adquirida va permetre que tant l'àlbum com el senzill entressin en les llistes del Billboard, donant com a resultat unes bones vendes, estant dins de la llista dels 100 àlbums més venuts de 1992. Temple of the Dog va acabar venent més d'un milió de còpies, aconseguint una certificació de platí per part de la Recording Industry Association of America (RIAA).
Ament, Cameron, Cornell i McCready van tornar a reunir-se sota el nom M.A.C.C. per gravar una versió de la cançó "Hey Baby (Land of the New Rising Sun)" de Jimi Hendrix per a l'àlbum tribut de 1993 Stone Free: A Tribute to Jimi HendrixJimi Hendrix. En una entrevista de 2007 per Ultimate Guitar Archive, Cornell va dir que estaria disposat a una reunió de Temple of the Dog, o "alguna col·laboració amb qualsevol d'aquests tipus". També va revelar que Temple of the Dog va ser la raó per la qual es va unir a Audioslave, ja que l'experiència li va fer "tenir la ment oberta" per a col·laboracions amb músics d'altres bandes.

## Integrants
- Jeff Ament - Baix
- Matt Cameron - Bateria
- Chris Cornell - Banjo, Harmònica, Veu
- Stone Gossard - Guitarra elèctrica
- Mike McCready - Guitarra elèctrica
- Rick Parashar - Òrgan, Piano, Productor
- Eddie Vedder - Veu de fons, Veu en "Hunger Strike"

## Discografia
| Any  | Detalls de l'àlbum                                                                   | Posicions | Posicions | Certificacions(Vendes)            |
| Any  | Detalls de l'àlbum                                                                   | USA       | CA        | Certificacions(Vendes)            |
| ---- | ------------------------------------------------------------------------------------ | --------- | --------- | --------------------------------- |
| 1991 | Temple of the Dog - Edició: 16 d'abril - Discogràfica: A&M - Formats: CD, casset, LP | 5         | 11        | Estats Units: Platí Canadá: Platí |

### Senzills
| Any                                                | Senzill               | Posicions | Posicions | Posicions | Posicions | Àlbum             |
| Any                                                | Senzill               | USA Main  | USA Mod   | CA        | RU        | Àlbum             |
| -------------------------------------------------- | --------------------- | --------- | --------- | --------- | --------- | ----------------- |
| 1991                                               | "Hunger Strike"       | 4         | 7         | 50        | 51        | Temple of the Dog |
| 1991                                               | "Say Hello 2 Heaven"  | 5         | —         | —         | —         | Temple of the Dog |
| 1991                                               | "Pushin Forward Back" | —         | —         | —         | —         | Temple of the Dog |
| "—" denota que el senzill no va entrar en llistes. |                       |           |           |           |           |                   |